# チャーリーズ・エンジェル
『チャーリーズ・エンジェル』（英: Charlie's Angels）は、1976年から1981年にかけてアメリカのABCネットワークで放映された1時間枠のテレビドラマ。2000年以降、映画等で複数回リメイクされている。
日本語版は『地上最強の美女たち!チャーリーズ・エンジェル』で、日本で1977年から1982年にかけて、日本テレビ系列で放映、また1980年2月9日には同局の『土曜スペシャル』（『土曜トップスペシャル』の前身）で、単発作品『チャーリーズ・エンジェル 初代エンジェル全員集合!ぶどう園乗っ取り殺人事件』が放送された。スカパー!が開設された後には、AXNでたびたび全話放映されている。2013年10月5日よりDlifeでも放送された。2015年8月3日から2016年1月5日にかけてFOXクラシック 名作ドラマでも放送。
原題は複数形の「チャーリーズ・エンジェルズ」だが、日本語版では単数形となっている。

## 内容
チャーリーズ・エンジェルとは、チャーリー探偵事務所に所属する女性探偵のことである。時期によって顔ぶれは違うが、常勤しているのは3名に限られる。この探偵事務所には、他にはエンジェルたちをバックアップするジョン・ボスレーという中年男性しか出勤しない。所長のチャーリーは、エンジェルとは顔を合わせることがなく、常に音声でしか指示や連絡を取らない。
身分を隠し、時にはコスプレ（変装）を行い、男顔負けの活躍（アクション）で事件を解決していく。原則としてチャーリーがスカウトした婦人警官がエンジェルとして起用されているが、最後のメンバーであるジュリー・ロジャースのみ例外で、事件に巻き込まれてから参加している。

### エンジェルの変遷・キャスト
| 役名                   | 女優                              | 声優（日本語）        | シーズン1 （全22話） | シーズン2 （全25話） | シーズン3 （全21話） | シーズン4 （全26話） | シーズン5 （全14話） |
| ---------------------- | --------------------------------- | --------------------- | -------------------- | -------------------- | -------------------- | -------------------- | -------------------- |
| サブリナ・ダンカン     | ケイト・ジャクソン                | 高林由紀子 日高千香子 | ○                    | ○                    | ○                    | ×                    | ×                    |
| ジル・マンロー         | ファラ・フォーセット ・メジャーズ | 中村晃子              | ○                    | ×                    | （ゲスト）           | （ゲスト）           | ×                    |
| ケリー・ギャレット     | ジャクリーン・スミス              | 上田みゆき            | ○                    | ○                    | ○                    | ○                    | ○                    |
| クリス・マンロー       | シェリル・ラッド                  | 小山まみ              | ×                    | ○                    | ○                    | ○                    | ○                    |
| ティファニー・ウェルズ | シェリー・ハック                  | 清水石あけみ          | ×                    | ×                    | ×                    | ○                    | ×                    |
| ジュリー・ロジャース   | タニア・ロバーツ                  | 戸田恵子              | ×                    | ×                    | ×                    | ×                    | ○                    |

以上の通り、全シーズンに登場しているのはケリーのみである。クリス・マンローは、姉のジル・マンローの代わりにシーズン2で加入、以後は最後まで登場した。サブリナはシーズン1-3までで降板、後釜はティファニーとジュリーが1シーズンずつ登場した。
男性レギュラー（全シーズン）
ジョン・ボスレー：デビッド・ドイル （声： 富田耕生）
“チャーリー”チャールズ・タウンゼント所長（声）：ジョン・フォーサイス （声： 中村正）
チャーリーはオープニング・ナレーションも兼任している。

## 制作スタッフ
オリジナル版
- 製作総指揮：アーロン・スペリング、レナード・ゴールドバーグ
- 企画：アイバン・ゴフ、ベン・ロバーツ
- 音楽：ジャック・エリオット、アリン・ファーガソン
- 製作：スペリング／ゴールドバーグ・プロダクション
- 放映局：ABC
- 配給：メトロメディア・プロデューサーズ・コーポレーション（MPC）　→　コロムビア・ピクチャーズ・テレビジョン（現：ソニー・ピクチャーズ テレビジョン）

日本語吹替版
- プロデューサー：服部比佐夫
- 翻訳：木原たけし、荒木小織[5]
- 調整：前田仁信
- 効果：TFCグループ
- 録音：TFCスタジオ
- 演出：小林守夫
- 吹替制作：東北新社

DVDでは本放送版でカットされたシーンの吹替もオリジナルキャスト（ゲスト側は故人を中心に一部代役）で追加収録が行われているが、チャーリー役の中村正による次回予告とエンディングはカットされている。

## 各話一覧表

### パイロット版
| 邦題                                            | 原題             | 放送日        | 放送日       |
| ----------------------------------------------- | ---------------- | ------------- | ------------ |
| 初代エンジェル全員集合!ぶどう園乗っ取り殺人事件 | Charlie's Angels | 1976年3月21日 | 1980年2月9日 |

### シーズン1
| 話数 | 邦題                          | 原題                   | 放送日         |
| ---- | ----------------------------- | ---------------------- | -------------- |
| 1    | 地獄へのストックカーレース    | Helride                | 1976年9月22日  |
| 2    | 白い粉!メキシコの誘惑         | The Mexican Connection | 1976年9月29日  |
| 3    | 絞殺魔!華麗なるファッション   | Night of the Strangler | 1976年10月13日 |
| 4    | 潜入!戦慄の女囚刑務           | Angels In Chains       | 1976年10月20日 |
| 5    | 標的にされたエンジェル達      | Target:Angels          | 1976年10月27日 |
| 6    | それは溺死体で始まった        | The Killing Kind       | 1976年11月3日  |
| 7    | 爆発!幼き殺し屋               | To Kill An Angel       | 1976年11月10日 |
| 8    | 怪奇!バニーガール殺人事件     | Lady Killer            | 1976年11月24日 |
| 9    | エンジェル!婦人部隊に殴りこむ | Bullseye               | 1976年12月1日  |
| 10   | コールガール!転落の教科書     | Consenting Adults      | 1976年12月8日  |
| 11   | 怪盗伝!死霊が囁く             | The Seance             | 1976年12月15日 |
| 12   | 激突!死のローラーゲーム       | Angel On Wheels        | 1976年12月22日 |
| 13   | 狙撃!午後一時の終局           | Angel Trap             | 1977年1月5日   |
| 14   | 甘い罠!身ぐるみ剥がします     | The Big Tap Out        | 1977年1月12日  |
| 15   | 大逆転!避暑地のクライマックス | Angel on a String      | 1977年1月19日  |
| 16   | 放火!ポルノ映画は知っていた   | DIrty Business         | 1977年2月2日   |
| 17   | 盗み撮り!恐喝されたベガスの夜 | The Vegas Connection   | 1977年2月9日   |
| 18   | 強姦魔!恐怖の病棟             | Terror on Ward One     | 1977年2月16日  |
| 19   | 未亡人白書!暗闇に踊れば       | Dancing in the Dark    | 1977年2月23日  |
| 20   | 怪奇!女優にまつわる陰謀       | I will Remembered      | 1977年3月9日   |
| 21   | 爆破!豪華客船の惨劇           | Angels on sea          | 1977年3月23日  |
| 22   | 売春特捜班                    | The Blue Angels        | 1977年5月4日   |

### シーズン2
| 話数 | 邦題                            | 原題                                 | 放送日         |
| ---- | ------------------------------- | ------------------------------------ | -------------- |
| 2324 | パラダイス・イン・ハワイ        | Paradise in Hawaii                   | 1977年9月14日  |
| 2526 | アイスショー!華麗なる暗殺団     | Angels on Ice                        | 1977年9月21日  |
| 27   | 恐喝!美女は狙われている         | Pretty Angels All in a Row           | 1977年9月28日  |
| 28   | 脅迫!黒いバラは死の予告         | Angels Flight                        | 1977年10月5日  |
| 29   | 暗殺!恐怖のサーカス団           | Circus of Terror                     | 1977年10月19日 |
| 30   | 恋の炎!涙のホールドアップ       | Angel in Love                        | 1977年10月26日 |
| 31   | UFO!毎夜接近遭遇                | Unidentified Frying Angels           | 1977年11月2日  |
| 32   | 狙撃!隠密レポーター危機一髪     | Angels On the Air                    | 1977年11月9日  |
| 33   | 人身売買!ベビーつくります       | Angel Baby                           | 1977年11月16日 |
| 34   | 転落!呪いのスタジオ             | Angels in the Wings                  | 1977年11月23日 |
| 35   | マジック!連続放火地獄の炎       | Magic Fire                           | 1977年11月30日 |
| 36   | 誘拐!サミー・デービス・Jr.      | The Sammy Davis Jr. Kidnap Capper    | 1977年12月7日  |
| 37   | 殺人牧場!燃える西部の女         | Angels On Horseback                  | 1977年12月21日 |
| 38   | 殺人スマッシュ!コートの妖精たち | Geme Set, Death                      | 1978年1月4日   |
| 39   | 爆弾ベルト!サブリナ絶体絶命     | Hours of Desperation                 | 1978年1月11日  |
| 40   | 宝石奪回!体を張って潜入せよ     | Diamond in the Rough                 | 1978年1月18日  |
| 41   | 赤い激突!エンジェルボール       | Angels in the Backfield              | 1978年1月25日  |
| 42   | 猟奇!砂の城殺人事件             | The Sandcastle Murder                | 1978年2月1日   |
| 43   | 乱れた関係!歌手殺し             | Angels Blues                         | 1978年2月8日   |
| 44   | 恐怖玩具！殺人大砲発射          | Mother Goose is Running for his life | 1978年2月15日  |
| 45   | 売春アパート!夜の天使絞殺       | Little Angels of the Night           | 1978年2月22日  |
| 46   | 蜘蛛男!盗みと色のテクニック     | The Jade Trap                        | 1978年3月1日   |
| 47   | トラック野郎!1000人斬りの果て   | Angel on the Run                     | 1978年5月3日   |
| 48   | 大追跡!クラシックカー・ラリー   | Antigue Angels                       | 1978年5月10日  |

### シーズン3
| 話数 | 邦題                          | 原題                      | 放送日         |
| ---- | ----------------------------- | ------------------------- | -------------- |
| 4950 | エンジェル・イン・ベガス      | Angels In Vegas           | 1978年9月13日  |
| 51   | F1大暴走!帰ってきたジル       | Angel Come Home           | 1978年9月20日  |
| 52   | 空中サーカス!大空にはばたけ   | Angel on High             | 1978年9月27日  |
| 53   | 陰謀!男子禁制女の園           | Angels in Springtime      | 1978年10月11日 |
| 54   | ナイスショット!熱い女の戦い   | Winning is For Losers     | 1978年10月18日 |
| 55   | ショック!七霊殺人鬼           | Haunted Angels            | 1978年10月25日 |
| 56   | 生贄!恐怖のチアガール         | Pom Pom Angels            | 1978年11月1日  |
| 57   | 犯罪者逃亡船!死の船出         | Angels Ahoy               | 1978年11月8日  |
| 58   | ジル監禁!テラスの悲劇         | Mother Angel              | 1978年11月15日 |
| 59   | クリス蒸発!危険がいっぱい     | Angel on My Mind          | 1978年11月22日 |
| 60   | 結婚詐欺!遺産狙い撃ち         | Angels Belong in Heaven   | 1978年12月6日  |
| 61   | 魅惑の大穴!大逆転             | Angels in the Stretch     | 1978年12月20日 |
| 62   | 盗まれた町!皆殺しの罠         | Angels on Vacation        | 1979年1月10日  |
| 63   | 神出鬼没!偽エンジェル強盗団   | Counterfeit Angels        | 1979年1月24日  |
| 64   | 絞殺魔!ディスコでゴーゴー     | Disco Angels              | 1979年1月31日  |
| 6566 | 大滑降!復讐に燃えたゲレンデ   | Terror on Skis            | 1979年2月7日   |
| 67   | 復讐!レースに散った青春       | Angel in a Box            | 1979年2月14日  |
| 68   | 火遊び!恐るべき女子大生       | Teen Angels               | 1979年2月28日  |
| 69   | マラソン!罠に向かって走る     | Marathon Angels           | 1979年3月7日   |
| 70   | 狙撃!サンタモニカのボスレー   | Angels in Waiting         | 1979年3月21日  |
| 71   | ローズマリー殺害!44年目の再会 | Rosemary, for Remembrance | 1979年5月2日   |
| 72   | また逢う日まで!思い出に乾杯   | Angels Remembered         | 1979年5月16日  |

### シーズン4
| 話数 | 邦題                                | 原題                         | 放送日                    |
| ---- | ----------------------------------- | ---------------------------- | ------------------------- |
| 7374 | エンジェル・イン・カリブ            | Love Boat Angels             | 1979年9月12日             |
| 75   | 街道爆走!女トラック野郎             | Angels Go Truckin'           | 1979年9月19日             |
| 76   | 麻薬を一服!地獄を見たケリー         | Avenging Angel               | 1979年9月26日             |
| 77   | 誘惑!あなたは妻になりますか         | Angels at the Altar          | 1979年10月3日             |
| 78   | ジル危うし!怪盗対エンジェル         | Fallen Angel                 | 1979年10月24日            |
| 79   | 闇に走る!女囚強盗団                 | Caged Angel                  | 1979年10月31日            |
| 80   | 売春通り!青春の谷間                 | Angels on the Street         | 1979年11月7日             |
| 81   | 暗殺指令!ジルと王子の物語           | The Prince and the Angel     | 1979年11月14日            |
| 82   | 謎のクイーン!ローラー・ディスコ     | Angels on Skates             | 1979年11月21日            |
| 83   | 女子寮潜入!人身売買組織             | Angels on Campus             | 1979年11月28日            |
| 84   | チャーリー出動!孤島のエンジェル狩り | Angel Hunt                   | 1979年12月5日             |
| 85   | 金塊強奪!ボスレー船長始末記         | Cruising Angels              | 1979年12月12日            |
| 86   | 新妻殺害!霊の棲む家                 | Of Ghosts and Angels         | 1980年1月2日              |
| 87   | 警官射殺!ぼくの愛・パパの愛         | Angel's Child                | 1980年1月9日              |
| 88   | クリス狙わる!野獣のレイプ           | One of Our Angels is Missing | 1980年1月16日             |
| 89   | スター志願!ポルノ残酷物語           | Catch a Falling Angel        | 1980年1月23日             |
| 90   | 豪邸売ります!よければ私も           | Homes $weet Homes            | 1980年1月30日             |
| 91   | ダンスマラソン!青春に悔いあり       | Dancin' Angels               | 1980年2月6日              |
| 92   | 名探偵復活!クリスの愛を・・・       | Harrigan's Angel             | 1980年2月20日             |
| 93   | ジル捕わる!山岳突破死地脱出         | An Angel's Trail             | 1980年2月27日             |
| 94   | 悪魔の囁き!私が愛した女             | Nips and Tucks               | 1980年3月5日              |
| 95   | 詐欺師!色と欲にご用心               | Three for the Money          | 1980年3月12日             |
| 96   | エンジェルを守れ!三銃士現る         | Toni's Boys                  | 1980年4月2日              |
| 9798 | 相続人!ケリー出生の秘密             | One Love... Two Angels       | 1980年4月30日1980年5月7日 |

### シーズン5
| 話数  | 邦題                                          | 原題                | 放送日         |
| ----- | --------------------------------------------- | ------------------- | -------------- |
| 99100 | ジュリー登場!モデルクラブに潜入せよ           | Angel in Hiding     | 1980年11月30日 |
| 101   | ハワイ支局開設!クリスに迫る復讐の罠           | To See an Angel Die | 1980年11月30日 |
| 102   | ビキニでアタック!沈没船に隠された謎           | Angels of the Deep  | 1980年12月7日  |
| 103   | 殺し屋集団ハワイに終結!ビーチに浮かぶ死体     | Island Angels       | 1980年12月14日 |
| 104   | 掠奪された花嫁!ビーチボーイの狂宴             | Waikiki Angels      | 1981年1月4日   |
| 105   | 今夜はトロピカル!フラダンスに恋の炎           | Hula Angels         | 1981年1月11日  |
| 106   | 蒸留器爆発!密造酒村の対決                     | Moonshinin' Angels  | 1981年1月24日  |
| 107   | 結婚志願!クリスと詐欺師が騙し合い             | He Married an Angel | 1981年1月31日  |
| 108   | ケリーが暴走タクシーに!仕組まれた事故         | Taxi Angels         | 1981年2月7日   |
| 109   | 美女狙い撃ち!電話が囁くデートクラブ           | Angel on the Line   | 1981年2月14日  |
| 110   | 翔べ!コーラスライン狙われた脚線美             | Chorus Line Angels  | 1981年2月21日  |
| 111   | スタントウーマンに挑戦!ハリウッド映画の舞台裏 | Stuntwomen Angels   | 1981年2月28日  |
| 112   | 催眠術で美女改造!秘書は殺人サイボーグ         | Attack Angels       | 1981年6月3日   |
| 113   | キャッシュカードで札束を!カジノに咲いた恋     | Angel on a Roll     | 1981年6月10日  |
| 114   | 美女三人も興奮!ミスター肉体美選手権           | Mr. Galaxy          | 1981年6月17日  |
| 115   | さようなら!エンジェルよ永遠なれ               | Let Our Angel Live  | 1981年6月24日  |

## 商品展開
当時はレコードやノベライズが発売されていた。2014年現在は、絶版あるいは廃盤。

### 音楽
（シェリル・ラッドの歌）
- 『ダンス・フォーエヴァー』 - EP盤（TOSHIBA EMI）。本シリーズ予告編のバックで流された。
- 『恋の雨音』[6] - TOSHIBA EMI。4th SEASON
- 『行きずりの人』[7] - 旧：TOSHIBA EMI。5th SEASON

### 文庫本
- 4冊ともマックス・フランクリン著。三笠書房のミカサノベルズから出版されていた。
- 『地上最強の美女たち チャーリーズ・エンジェル1 / 土曜日がこわい』 木原たかし 訳
- 『地上最強の美女たち チャーリーズ・エンジェル2 / 西海岸で何かが起こる』 進藤光太 訳
- 『地上最強の美女たち チャーリーズ・エンジェル3 / 真昼の誘拐劇』 浅川寿子 訳
- 『地上最強の美女たち チャーリーズ・エンジェル4 / 謎に消えた女』 岸本康子 訳

## リメイク等

### 映画
チャーリーズ・エンジェル （2000年）
本シリーズを題材にした映画化。エンジェルは新メンバー。
チャーリーズ・エンジェル フルスロットル （2003年）
上記の続編。
チャーリーズ・エンジェル (2019年の映画)
上記の映画2作の続編という位置付けであるが、エンジェルやチャーリーの出演者は一新されている。

### テレビ番組
チャーリーズ・エンジェル・ストーリー（2004年）
本シリーズ制作の内幕を描いたドラマ。いわゆる再現ドラマで、当時のエンジェル役の女優を、現代（本ドラマ製作当時）の女優が演じている。
新チャーリーズ・エンジェル（2011年）
2011年9月よりABCで放送されたリブート版。舞台をロサンゼルスからマイアミへ移し、シリアスなドラマとなる。
映画版のエンジェルの一人でプロデューサーでもあったドリュー・バリモアが製作総指揮として参加している。低視聴率のため全7話で打ち切られた。

## パロディ、オマージュ
Cherry Girl
倖田來未主演、本人のオリジナルアルバム「Black Cherry」に収録されたDVDドラマ。チャーリーズ・エンジェルにインスパイアされて作られたとおもわれる。
いちご100%
ヒロインの東城綾・西野つかさ・北大路さつきが扮する、文化祭の映画撮影用として登場。
サラリーマンNEO
NHK総合テレビジョン。2009年のシーズン5にて、当作品のオマージュとも取れるパロディー「派遣エンジェル」が放送された。演者は中田有紀、原史奈、奥田恵梨華の3人であった。
レイクエンジェル
消費者金融会社レイクのテレビ広告。出費のピンチにスポーティな衣装の白人女性3人が現れ、『レイクエンジェル』を名乗り、それぞれで「レ」「イ」「ク」の人文字を描く。
ポケモン不思議のダンジョンシリーズ
時・闇・空の探検隊、超不思議のダンジョンに登場する探検隊チームの１つである『チャームズ』が本作品をオマージュして作られたもの。メンバーは全て♀のポケモン、すなわち作中世界の認識では女性三人組である。
構想自体は『時・闇』の攻略本に、本作を意識したイラストを面白半分で載せたもので、そこからイメージが作られていった。。
ポチャーリーズエンジェル
ぽっちゃり女優三名出演のAV